# Dinant
Pentru orașul omofon vedeți articolul Dinan.
Dinant este un oraș francofon din regiunea Valonia din Belgia, reședință de arondisment în Provincia Namur. 
Localitatea este situată pe malul fluviului Meuse, la 90 km sud de Bruxelles, 25 km sud de Namur și la 16 km nord de Givet, la frontiera franceză. Situat într-un cadru pitoresc pe valea fluviului Meuse orașul este o destinație turistică importantă din Valonia. Asocierea orașului cu Adolphe Sax, inventatorul saxofonului, originar din oraș, face ca în oraș să aibă loc numeroase evenimente culturale muzicale. 
Comuna Dinant este formată din localitățile Dinant, Anseremme, Bouvignes-sur-Meuse, Dréhance, Falmagne, Falmignoul, Foy-Notre-Dame, Furfooz, Lisogne, Sorinnes și Thynes. Suprafața sa totală este de 99,80 km². La 1 ianuarie 2008 comuna avea o populație totală de 13.186 locuitori. 

## Istorie
Cu toate că regiunea a fost ocupată încă din perioadele neolitice, celtice și romane, prima menționare a unei așezări are loc în secolul al VII-lea odată cu înființarea bisericii Saint-Vincent de către episcopul de Tongeren. Din secolul al IX-lea orașul se află sub influența contelui de Namur și al episcopului de Liège iar din secolul al XI-lea devine unul dintre cele 23 de orașe ale episcopatului princiar Liège, în a cărui sferă de influență a rămas până în secolul al XVIII-lea. A fost implicat în Războiul vacii din secolul al XIII-lea.
Situarea strategică de-a lungul văii fluviului Meuse a expus orașul Dinant la numeroase asedii și jafuri în Evul Mediu. În 1466 Ducele de Burgundia a pedepsit o revoltă a orășenilor, omorând peste 800 locuitori și incendiind orașul. Cu toate acestea, orașul a prosperat, devenind un centru de prelucrare a metalului. 
Odată cu izbucnirea Revoluției franceze, orașul este pentru scurt timp ocupat de către trupele austriece ce controlau Țările de Jos de sud, dar în 1795 este cedat, împreună cu restul principatului Liège Republicii franceze în cadrul departamentului Sambre-et-Meuse. În urma Congresului de la Viena din 1815 orașul intră în componența Regatului Unit al Țărilor de Jos.
În 1914 orașul a fost devastat de cătra armata imperială germană la începutul primului război mondial, 674 de civili din orașul Dinant fiind uciși și numeroase cartiere fiind distruse. Aceste acțiuni au făcut ca în timpul celui de al doilea război mondial milioane de civili din regiune să se refugieze la primele semne ale unor conflicte.

## Locuri de vizitat
- Catedrala protopopială Notre-Dame, (sec. 13-14), reconstruită în stil gotic pe ruinele unei biserici distruse în urma unor căderi de pietre din stâncile din apropiere. Construcția unor turnuri simetrice a fost abandonată după completarea mai multor niveluri ale acestora, fiind preferată realizarea unui turn unic, central, cu acoperiș în formă de ceapă. Aspectul unic al catedralei, face ca aceasta să fie simbolul orașului.
- Citadela este situată în vârful stâncii ce domină orașul, în vecinătatea imediată a catedralei. Citadela a fost construită inițial în secolul al XI-lea pentru a controla valea fluviului Meuse. Citadela a fost extinsă în 1530, dar a fost distrusă de francezi în 1703. Aspectul actual este din timpul Regatului Unit al Țărilor de Jos, când citadela a fost reconstruită între 1818-1821. În timpul primului război mondial, în jurul acesteia au avut loc lupte importante, unul dintre cei răniți fiind, pe atunci locotenentul, Charles de Gaulle.
- Stânca Bayard, o formațiune stâncoasă sub forma unui ac, separată de masivul stâncos de pe malul fluviului.
- Abația Notre-Dame de Leffe cunoscută datorită berii ce îi poartă numele.

## Personalități
- Dominique Pire (1910–1969), laureat al Premiului Nobel pentru Pace (1958)

## Orașe înfrățite
- Franța: Dinan;
- Regatul Unit: Hoddesdon;
- Portugalia: Caldas da Rainha;
- Grecia: Chios;

## Galerie

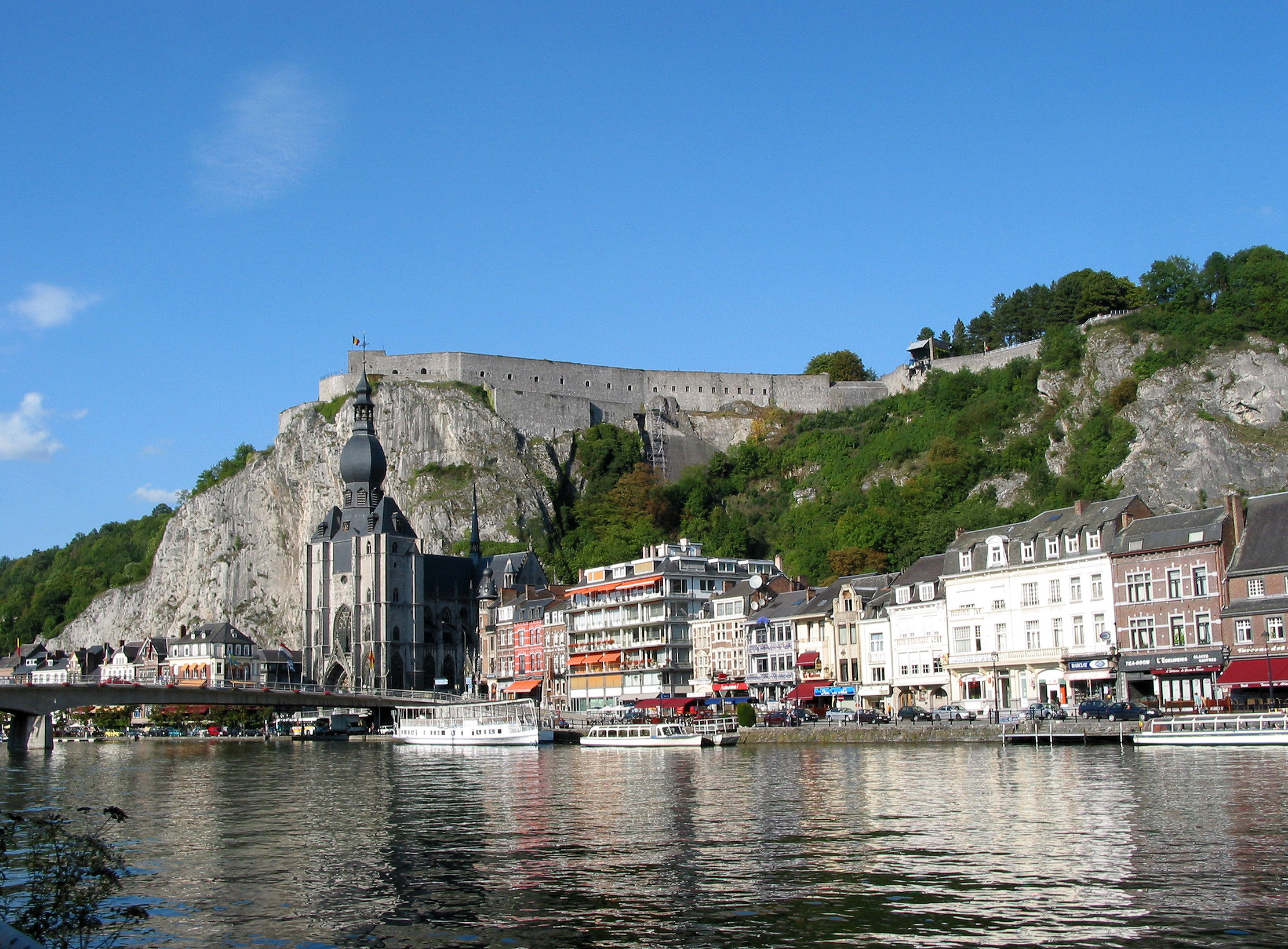
Meuse la Dinant
Meuse la Dinant
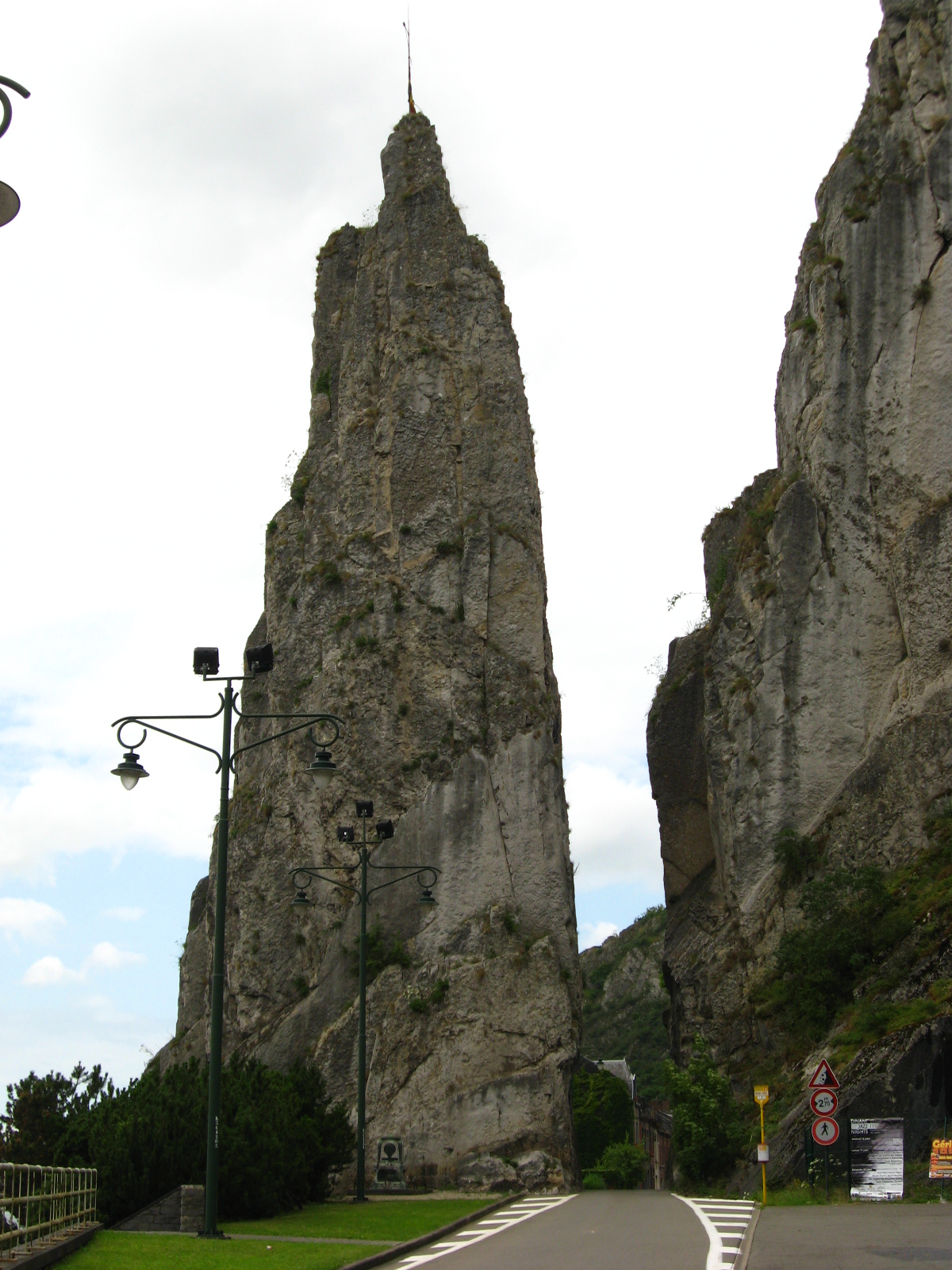
Stânca Bayard